# Utzberg
Utzberg ist ein Ortsteil der Landgemeinde Grammetal im Westen des Kreises Weimarer Land und Teil der Verwaltungsgemeinschaft Grammetal in Thüringen.

## Lage
Das Dorf Utzberg liegt im Thüringer Becken östlich der Stadt Erfurt und westlich der Stadt Weimar unterhalb des 324 Meter über NN liegenden Utzberg. Die Gemarkung befindet sich auf besten Ackerböden. Südlich verläuft die Bundesstraße 7  und die Bundesautobahn 4 unweit des Dorfes vorbei.

## Geschichte
Im Frühmittelalter gab es auf dem benachbarten Utzberg, nach dem der Ort benannt worden ist, eine Kultstätte, wo der germanische Gott Wodan verehrt wurde. Um 1170 erfolgte die erste urkundliche Erwähnung des Ortes als Wuodenesberg und Wutensberc in einer Urkunde, die Kaiser Friedrich I. für die Reichsabtei Fulda ausfertigte. Um 1123 gab es einen Hermannus de Wothensberg oder Wodenesberg. Der Ortsname änderte sich im Laufe der Zeit. Ab 1273 war Utensberc gebräuchlich, im 15. Jahrhundert Utisberg und ab 1790 ist schließlich Utzberg als Ortsname nachzuweisen. Der Ort gehörte ursprünglich zur Grafschaft Vieselbach.
An der Südostecke des Dorfes stand auf einer Geländeterrasse eine Burg. Sie gehörte den Landgrafen von Thüringen. 1316 wurde sie von Truppen der Stadt Erfurt zerstört. Von da an gehörte der Ort zur Stadt Erfurt, wobei im gleichen Jahr ein Adliger von Utzberg erwähnt wird. 1518 werden noch einmal die Herren von Utzberg genannt, als sie Besitzungen der Burg Ollendorf übernommen haben. Die Bevölkerung des Dorfes lebte mehrheitlich von der Landwirtschaft. Waid wurde nachweislich im 16. Jahrhundert angebaut. Das Dorf war mehrfach vom Kriegseinwirkungen betroffen. So wurde der Ort im Dreißigjährigen Krieg verwüstet. Weitere Schäden entstanden während der napoleonischen Koalitionskriege in den Jahren 1806 und 1813. In den Jahren 1896 und 1909 wurde der Ort von Feuersbrünsten verwüstet.
1802 kam Utzberg mit dem Erfurter Gebiet zu Preußen und zwischen 1807 und 1813 zum französischen Fürstentum Erfurt. Mit dem Wiener Kongress kam der Ort 1815 mit dem Amt Azmannsdorf zum Großherzogtum Sachsen-Weimar-Eisenach (Amt Vieselbach), zu dessen Verwaltungsbezirk Weimar er ab 1850 gehörte.
Nach der Wende 1989 entwickelte sich, begünstigt durch die gute Verkehrsanbindung, ein Gewerbegebiet. Am 1. Dezember 2007 wurde Utzberg nach Nohra eingemeindet. Nohra schloss sich am 31. Dezember 2019 mit weiteren Gemeinden zur Landgemeinde Grammetal zusammen.

## Verkehr
Etwa 1 km südlich des Ortskernes verläuft die Bundesstraße 7 Erfurt–Weimar. Der nächste Bahnhof (Haltepunkt) befindet sich in Hopfgarten an der Thüringer Bahn zwischen Erfurt und Weimar.

## Sehenswürdigkeiten

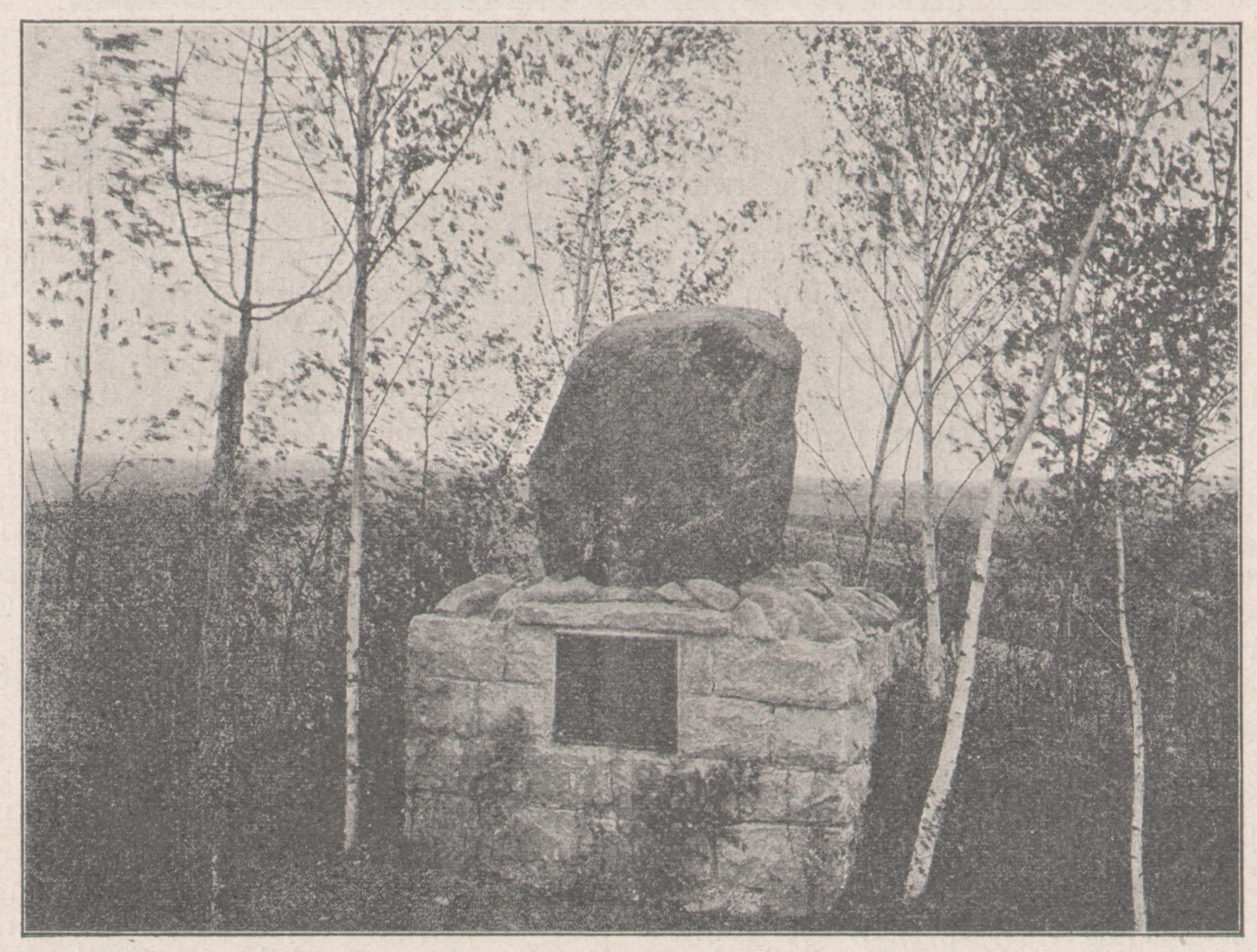
Das ursprüngliche Denkmal (1913)

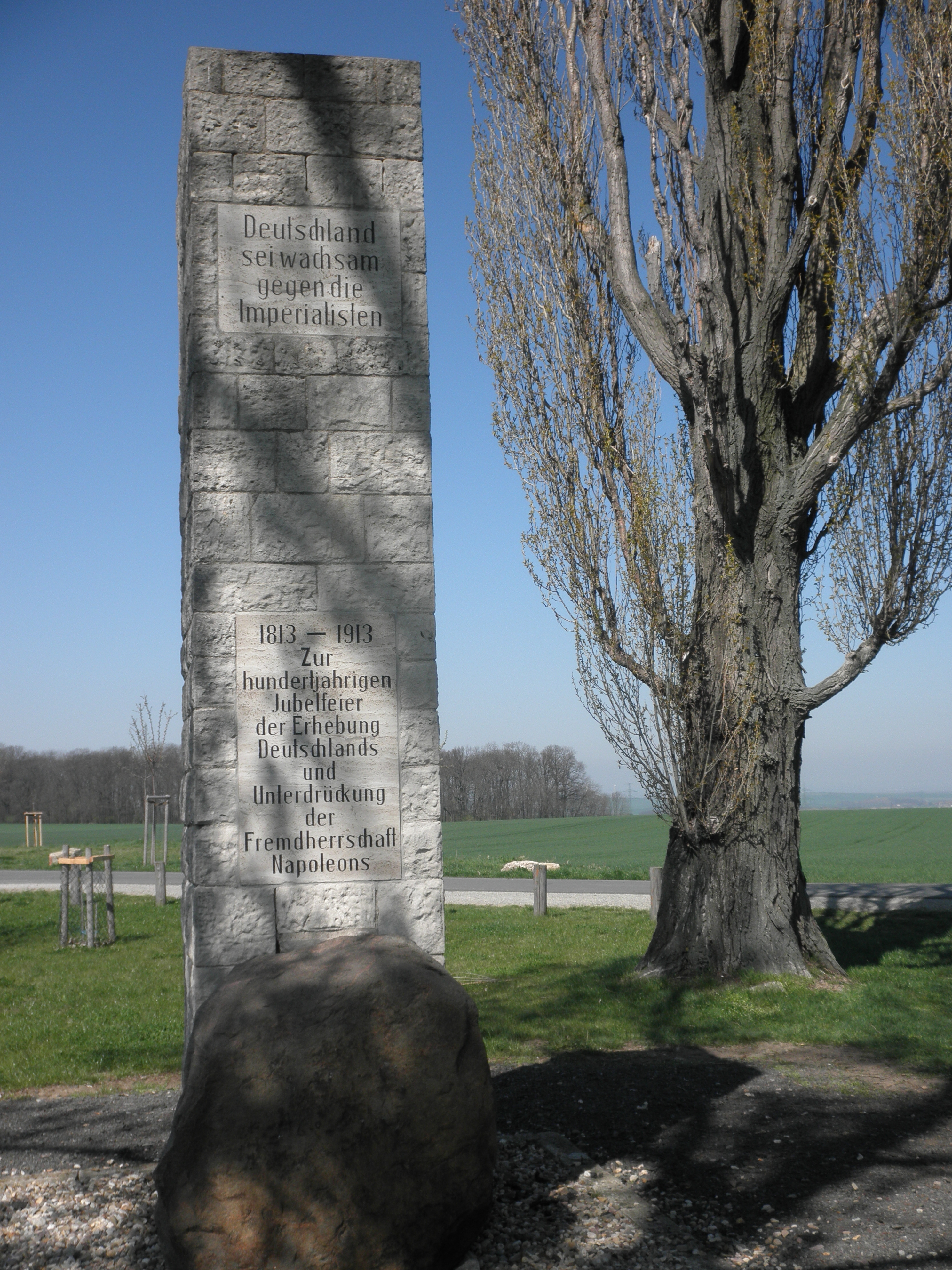
Das heutige Denkmal

### Napoleonstein bei Utzberg
Der „Napoleonstein“ befindet sich an der Bundesstraße 7, westlich des Dorfes.
Am Ort des ersten Aufeinandertreffens von Napoleon I. und Zar Alexander von Russland stand nach örtlicher Überlieferung ein auffälliger Birnbaum, der aber 1857 durch Blitzschlag zerstört wurde. Im 100. Jubiläumsjahr der Befreiungskriege und der Völkerschlacht von Leipzig 1913 bot sich dem in Niederzimmern ansässigen Gutsbesitzer von Imhoff die ersehnte Gelegenheit, ein „vaterländisches“ Denkmal zu stiften. Es bestand aus einer eisernen Gedenktafel, die an einem etwa einen Meter hohen gemauerten Sockel angebracht wurde und mit einem wohl dort am Straßenrand aufgefundenen Findling bekrönt wurde.
Der Text dieser ursprünglichen Tafel lautete:
„1813 – 1913. Zur hundertjährigen Jubelfeier der Erhebung Deutschlands und der Zertrümmerung der Weltherrschaft Napoleons. Deutschland sei wach! Hier reichten sich 1808 Napoleon und Alexander von Rußland über Deutschlands Schmach die Hände.“
Im Jahr 1936 musste die von der Witterung angegriffene Gedenkstätte bereits ausgebessert werden, der gemauerte Sockel wurde entfernt, der zugehörige Findling lag nun wieder am Boden. An gleicher Stelle ragt seitdem ein pfeilerartiger Obelisk in die Höhe. Dieser trägt jedoch eine gekürzte Inschrift:
„1813 – 1913. Zur hundertjährigen Jubelfeier der Erhebung Deutschlands und Unterdrückung der Fremdherrschaft Napoleons“
In der DDR-Zeit wurde das Denkmal zum Politikum, so erhielt der Stein noch eine weitere Inschrift, die ohne direkten Bezug zum ursprünglichen Anlass zu stehen scheint:
„Deutschland, sei wachsam gegen die Imperialisten“
Die gegenüberliegende Seite trägt folgende Inschrift:
„In Deutschlands tiefster Schmach zum Fürstenkongress in Erfurt 1808 begrüßten sich hier am 27.September [sic] und verabschiedeten sich am 14.Oktober [sic] Napoleon I. und  Zar Alexander von Russland. Fünf Jahre später verfolgten deutsche und russische Truppen auf dieser Straße die bei Leipzig geschlagenen Truppen.“
Das auch in der DDR-Zeit als Denkmal ausgewiesene Objekt wurde inzwischen erneut saniert.

### Weitere Baudenkmale

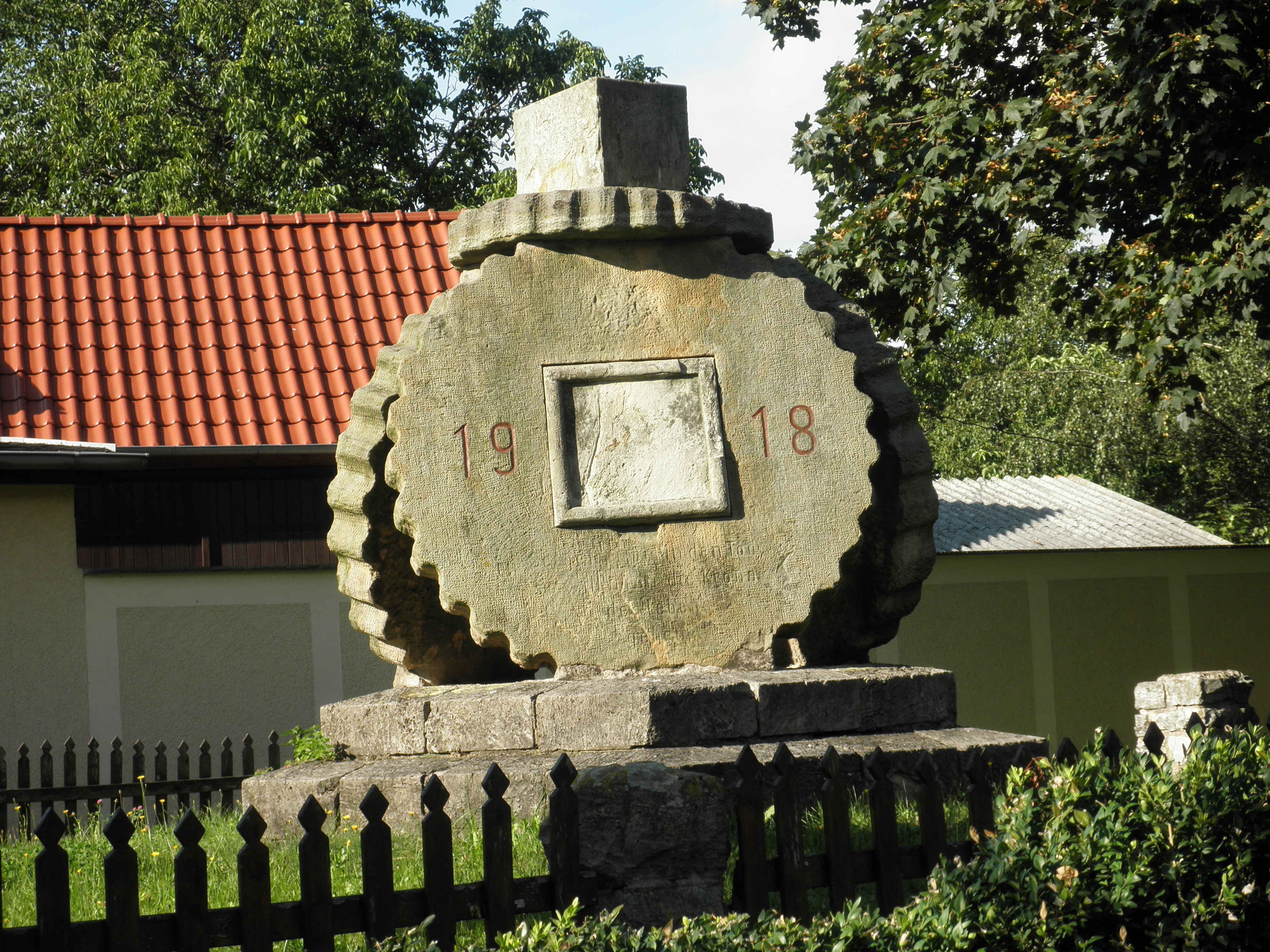
Kriegerdenkmal in Utzberg

Die folgenden Bauwerke des Ortes stehen unter Denkmalschutz:
- Kirche St. Johannes Baptista mit Friedhof. Ein Vorgängerbau aus dem 15. Jahrhundert und dessen Wiederaufbau wurden im 17. Jahrhundert zweimal Opfer der Flammen. Die älteste Glocke wurde im Jahr 1703 gegossen. 1725 schuf der Erfurter V. Ditmar den Kanzelaltar.
- Ehemaliges Brauhaus, Am Teich
- Scheune, Nr. 6
- Portal und Tor, Weimarer Straße 32
- Ein Kriegerdenkmal im Ortszentrum ist aus drei Waidmühlsteinen zusammengesetzt.